# Parafia Najświętszej Maryi Panny Królowej w Gromniku
Parafia pw. Najświętszej Maryi Panny Królowej w Gromniku – parafia rzymskokatolicka znajdująca się w diecezji tarnowskiej, w dekanacie Ciężkowice. 
W skład terytorium parafii wchodzą miejscowości Gromnik i Golanka. 
Od 2016 proboszczem jest ks. mgr Andrzej Mirek.

## Historia
Parafia została erygowana przed 1346. Posiada ona drewniany, zabytkowy kościół pw. św. Marcina z 1727, przebudowany w XVIII wieku. Nowy kościół zbudowano w latach 1983-1991 według projektu mgr inż. Zbigniewa Zjawina. Świątynia pw. Najświętszej Maryi Panny Królowej została poświęcona  6 października 1991 przez biskupa tarnowskiego Józefa Życińskiego. 

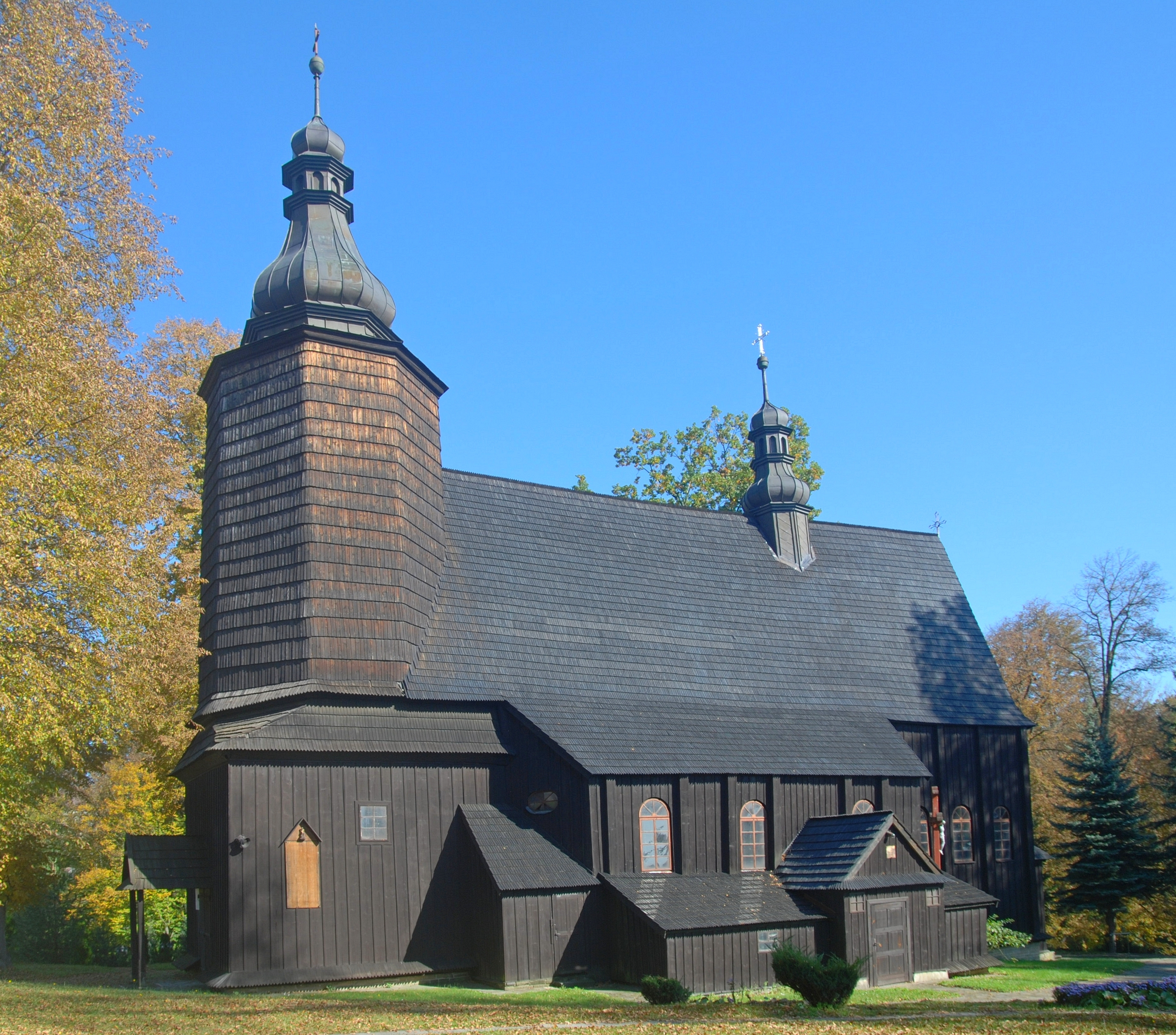
Zabytkowy kościół św. Marcina